# Scaphiopus holbrookii
Scaphiopus holbrookii, thường được gọi là cóc chân xẻng phía Đông, là một loài cóc chân xẻng loài đặc hữu của khu vực Bắc Mỹ. Loài cóc này được tìm thấy ở miền đông nam Hoa Kỳ, ngoại trừ khu vực miền núi, và cũng được tìm thấy dọc theo bờ biển phía bắc Đại Tây Dương, thông qua các tiểu bang Trung Đại Tây Dương, phía nam New England, bao gồm cả phía đông tiểu bang Massachusetts. Loài cóc này được tìm thấy ở các tiểu bang nội địa như Pennsylvania và New York, nhưng chỉ như xa về phía tây đến núi appalacia, và Thung lũng sông Hudson ở New York.